# APRS Label System
Das APRS Label System ist ein von der britischen Association of Professional Recording Services entwickeltes System zur Beschriftung von in Tonstudios verwendeten Bändern.
Durch eine Farbkodierung wird eine gut sichtbare Unterteilung in verschiedene Kategorien ermöglicht:
| Session Tape                 | Ein mehrspuriges Multitrack-Band, das Session-Aufnahmen mit Einzelspuren enthält. |
| Original Master              | Ein zweispuriges Masterband mit Roughmixes. |
| Production Master            | Das Produktionsmasterband enthält alle fertig gemischten Titel in der Reihenfolge, wie sie später auf Tonträgern veröffentlicht werden sollen. Außerdem können je nach Bandtyp (beispielsweise DAT) Subcodes/Track-IDs enthalten sein.                                                  |
| Production Master Copy/Clone | Da das endgültige Masterband beim Rechteinhaber (Studio/Produzent oder Plattenfirma) verbleibt, wird zur Tonträgerherstellung und für den Fall, dass die Plattenfirma des Vertrags wegen Ansprüche auf das Originalband hat, eine Kopie erstellt. Diese bleibt beim Produzenten/Studio. |
| Safety Copy/Clone            | Sicherheitskopie eines Bandes. Ankreuzmöglichkeiten: Copy, Clone (letzteres bedeutet eine 1:1-Überspielung). |
| Not For Production           | Dieses Band ist nicht zur Tonträgerherstellung/Vervielfältigung gedacht, sondern z. B. für Layouts oder Outtakes. |
| Media Version                | Angabe, für welche Medien das Band gedacht ist (Ankreuzmöglichkeiten: Radio, TV, Film oder Video). |
| PQ-Encoded Master Tape       | U-Matic-Band mit CD-Subcodes für Titelnummern, -längen usw. (vgl. Premaster). Heutzutage weniger wichtig, da Computer mit CD-Brenner diese Kodierung ganz einfach vornehmen können und selbst CD-Rohlinge als Premaster verwendet werden können.                                        |